# Таранто
Та́ранто (итал. Taranto, тарант. Tarde, др.-греч. Τάρᾱς, лат. Tarentum, Taras), в древности Таре́нт — город в итальянском регионе Апулия, административный центр одноимённой провинции. Важный торговый порт и база ВМС Италии.
Покровителями города почитаются святой Катальд, Пресвятая Богородица и святой Эгидий Мария Святого Иосифа, празднование 10 мая и 8 декабря.

## Местоположение
Город находится у Тарентского залива, сформировавшегося в результате медленного затопления приморской равнины. В процессе этого погружения возник полуостров, разделявший две огромные бухты: внутреннюю (Маре Пикколо) и внешнюю (Маре Гранде), которые были соединены узким каналом. Канал отделял две оконечности этого полуострова от утёса на другой стороне материка — Сколио-дель-Тонно. Узкая оконечность полуострова (в настоящее время Читта-Веккья — Старый город) в древности была перекрыта оборонительной стеной в районе низинного перешейка (в 1480 году в этом месте был прорыт современный канал). Благодаря этой стене греческие колонисты приобрели фактически островное положение, имея в своём распоряжении территорию около 900 м в длину и около 250 м в ширину (площадью примерно 16 га) с достаточно крутыми берегами.

## История
Тарас (первоначальное название города) был основан спартанцами (по преданию, парфениями во главе с Фаланфом) в 706 году до н. э. Место было выбрано на границе Апулии, Лукании и Калабрии, на берегу обширного Тарентского залива.
Город контролировал обширную и богатую сельскохозяйственную округу, имел самую большую и удобную гавань в Южной Италии и был крупнейшим центром ремесла и торговли. В VII веке до н. э. он стал одним из наиболее богатых, многолюдных и могущественных полисов Великой Греции. В период около 500 года до нашей эры известен царь Аристофилид.
Конфликт между Римом и Тарентом в начале III века до н. э. послужил причиной Пирровой войны (280—275 годы до н. э.). После поражения Пирра город сдался римлянам (272 год до н. э.) и стал их зависимым союзником. Во время Ганнибаловой войны Тарент перешёл на сторону карфагенян (212 год до н. э.), но позднее был осаждён и взят римлянами (209 год до н. э.). Победители продали в рабство 30 тыс. его жителей, а их земли включили в состав римского общественного поля.
В конце V века нашей эры город оказался под властью остготов, а с середины VI века в составе Восточной Римской империи. Позже входил в состав Малой Лангобардии.
В 840 году сарацины захватили город у ломбардцев. На сорок лет Таранто стал опорной базой арабов, из которого совершались атаки по всему адриатическому побережью. В 840 году они разгромили венецианский флот, посланный византийским императором Феофилом. В 850 году сарацинские армии выступили из Таранто и Бари для захвата Кампании, Апулии, Калабрии и Абруцци. В 854 году было организовано нападение на Салерно. В 875 году сарацины на короткое время взяли Градо, что непосредственно угрожало Венеции. Мусульманское правление в Таранто было прекращено в 880 году, когда две византийские армии и флот отвоевали город у арабов. Византийцы продали в рабство и депортировали всё население, вместо этого заселив город греками. Сарацины снова захватили Таранто на короткое время в 882 году, опустошили город во время нападения 922 года, и затем снова 15 августа 927 года, когда они продали всё население в рабство в Северную Африку. Таранто оставался без населения до завоевания Византией в 967 году.
В ноябре 1940 года британская авиация атаковала корабли итальянского флота, находившиеся в военно-морской базе города. ВМС Италии был нанесён значительный урон, что кардинальным образом изменило обстановку на средиземноморском театре Второй мировой войны. После атаки, Средиземноморский флот Великобритании захватил полную инициативу в проведении морских операций.
В 2006 году муниципалитет Таранто набрал долгов на €637 млн, что привело к банкротству.

## Климат
В Таранто средиземноморский климат с тёплой зимой и жарким сухим летом.
| Показатель                    | Янв. | Фев. | Март | Апр. | Май  | Июнь | Июль | Авг. | Сен. | Окт. | Нояб. | Дек. | Год   |
| ----------------------------- | ---- | ---- | ---- | ---- | ---- | ---- | ---- | ---- | ---- | ---- | ----- | ---- | ----- |
| Средний суточный максимум, °C | 12,6 | 13,1 | 15,2 | 18,8 | 24,0 | 28,4 | 31,2 | 31,2 | 27,6 | 22,3 | 17,3  | 13,8 | 21,3  |
| Средний суточный минимум, °C  | 4,5  | 4,8  | 6,2  | 8,5  | 12,3 | 15,7 | 18,3 | 18,6 | 15,8 | 12,4 | 8,2   | 5,5  | 10,9  |
| Норма осадков, мм             | 46,2 | 52,8 | 62,6 | 35,9 | 34,3 | 27,1 | 27,1 | 24,9 | 36,2 | 60,4 | 70,9  | 73   | 551,4 |
| Источник: meteoAM             |      |      |      |      |      |      |      |      |      |      |       |      |       |

## Тарантул и тарантелла
По имени города назван род пауков Тарантулы, один из видов которого обитает в окрестностях города. С пауком связано средневековое поверье, что его укус приводит к истерическому расстройству — «тарантизму», а излечить его можно особым ритуальным танцем под названием тарантелла.

## Промышленность
В Таранто расположен металлургический комбинат Acciaierie d'Italia (Ilva), крупнейший в стране, и один из крупнейших в Европе производитель стали. Компания действует с 1965 года. Производство компании занимает площадь 1 500 гектар. В компании работают около 11 000 работников.

## Транспорт

### Дорожный
Основное межгородское дорожное сообщение города обеспечивают следующие автомобильные участки:
- Автострада A14 Болонья-Таранто (движение с Севера на Юг и с Юга на Север Италии)
- Дорога государственного значения 106 (соединяет Таранто с Реджо Калабрией)

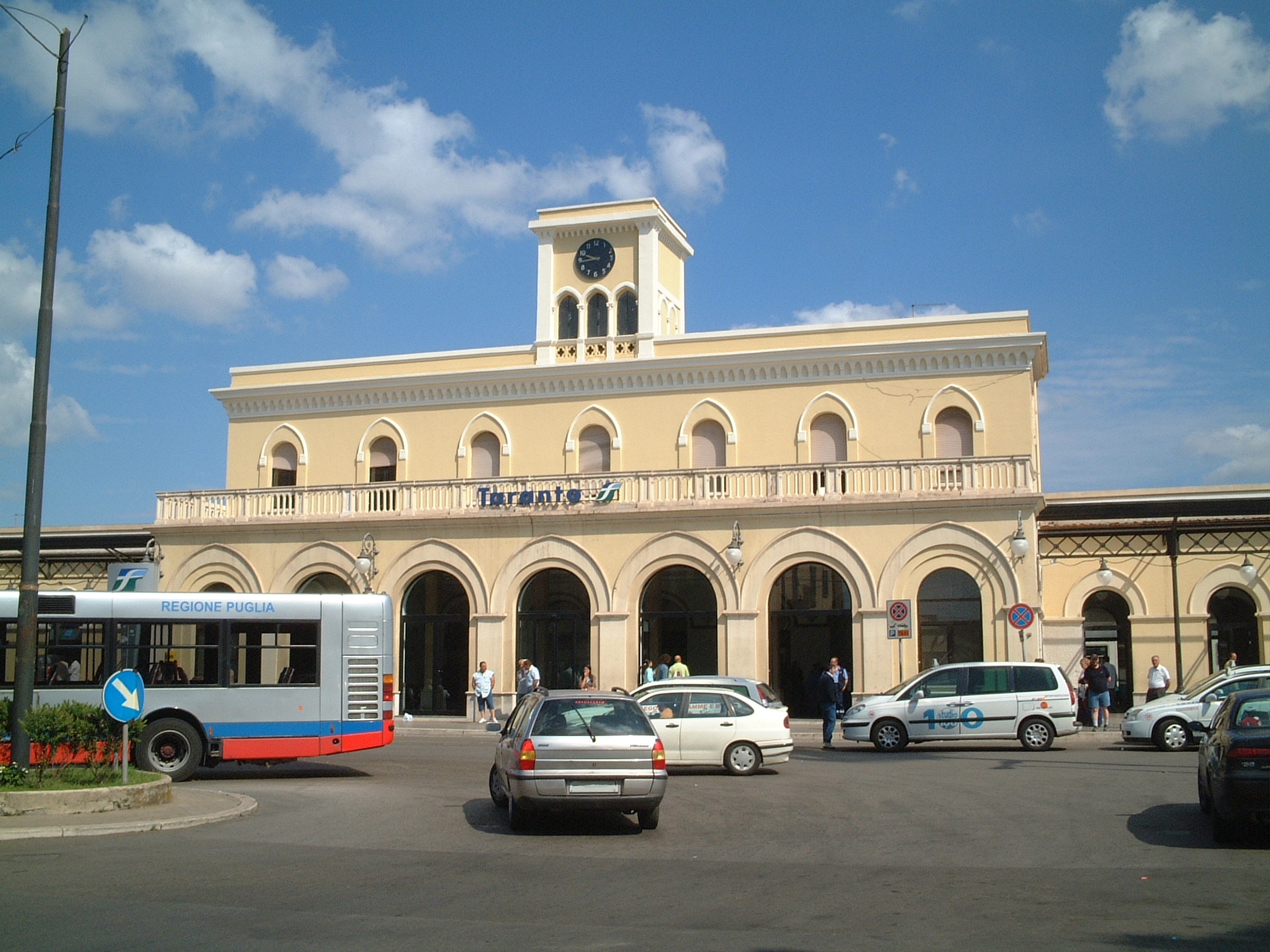
Железнодорожный вокзал

- Дорога государственного значения 100 (соединяет Таранто с Бари)
- Дорога государственного значения 7 (движение в сторону Бриндизи на восток, движение в сторону Матеры на запад)
- Дорога государственного значения 7 Салентина (соединяет Таранто с Лечче)
- Дорога государственного значения 172 (соединяет Таранто с Мартина Франкой)

### Железнодорожное
Железнодорожное сообщение обеспечивается государственной компанией Трениталия (итал. Trenitalia) благодаря ветвям Таранто-Бари, Таранто-Бриндизи и Таранто-Кротоне, что способствует сообщению с местностями, расположеннами вдоль Адриатического и Ионического морей.
В городе есть пассажирский вокзал и платформа Таранто-Галезе.

### Порты
Таранто является важным средиземноморским портовым городом, поскольку здесь располагаются торговой порт и арсенал ВМФ Италии.
Торговой порт Таранто входит в список пяти важнейших портов Италии по количеству грузовых перевозок.

### Воздушный
Вблизи города находится грузовой аэропорт Таранто-Гротталье «Марчелло Арлотта».

### Городской
На территории всей коммуны действуют наземные городские автобусные маршруты компании АМАТ.

## Экология
В июне 2024 года работа компании «Ilva steelworks» рассматривалась в Европейском суде ЕС. Миланский суд обратился в Европейский суд о необходимости прекращения или приостановления деятельности сталелитейной компании в связи с причиняемым вредом окружающей среде. В 2019 году Европейский суд по правам человека постановил, что сталелитейное производство компании оказывает существенный отрицательный эффект на окружающую среду и здоровье местных жителей. Деятельность компании нарушает требования директивы ЕС о производственных выбросах. Вследствие деятельности компании наблюдается более высокий уровень заболеваемости раком, особенно среди детей. Европейский суд ЕС предоставил право властям Италии наложить экологические ограничения на деятельность компании.

## СМИ

### Печать
- Таранто Оджи (итал. Taranto Oggi)
- Таранто Буонасера (итал. Taranto Buonasera)
- Ла Гадзетта дель Медзоджорно (итал. La Gazzetta del Mezzogiorno)
- Куотидьяно ди Пулья (итал. Quotidiano di Puglia)
- Коррьере ди Таранто (итал. Corriere di Taranto)

### Телевидение
- Студио 100 ТВ (итал. Studio 100 TV)
- ТБМ (итал. TBM)
- Супер 7 (итал. Super 7)
- Канале 85 (итал. Canale 85)
- Антенна Суд (итал. Antenna Sud)

### Радио
- Радио Студио 100 (итал. Radio Studio 100)
- Радио Читтаделла (итал. Radio Cittadella)

## Администрация
Мэром города с 29 июня 2017 года является Ринальдо Мелуччи (англ. Rinaldo Melucci), который баллотировался от итальянской Демократической партии.
| Мэр                                       | Начало срока    |  | Конец срока     |  | Партия                 |
| ----------------------------------------- | --------------- |  | --------------- |  | ---------------------- |
| Джанкарло Чито (Giancarlo Cito)           | 14 декабря 1993 |  | 24 февраля 1996 |  | Лига Южного Действия   |
| Гаэтано Де Козмо (Gaetano De Cosmo)       | 23 июня 1996    |  | 10 августа 1999 |  | Лига Южного Действия   |
| Костантино Ипполито (Costantino Ippolito) | 10 августа 1999 |  | 1 мая 2000      |  | Чрезвычайный Мэр       |
| Россана Ди Белло (Rossana Di Bello)       | 1 мая 2000      |  | 17 февраля 2005 |  | Вперед, Италия         |
| Томмазо Блонда (Tommaso Blonda)           | 21 марта 2005   |  | 14 июня 2007    |  | Чрезвычайный Мэр       |
| Иппацио Стефано (Ippazio Stefano)         | 14 июня 2007    |  | 29 июня 2017    |  | Левые Экология Свобода |
| Ринальдо Мелуччи (Rinaldo Melucci)        | 29 июня 2017    |  | -               |  | Демократическая Партия |

## Города побратимы
- Питтсбург, США
- Спарта, Греция, с 24 июля 2015 года
- Брест, Франция
- Донецк, Украина
- Исламбад, Пакистан
- Аликанте, Испания
- Аквавива-делле-Фонти, Италия